# Borcová
Borcová (in ungherese Borcfalu) è un comune della Slovacchia facente parte del distretto di Turčianske Teplice, nella regione di Žilina.